# Dilbat
Dilbat, sodobni Tell ed-Duleim ali Tell al-Deylam, Irak, je bil manj pomemben sumerski tell (mesto na hribu) na vzhodnem bregu Zahodnega Evfrata. V središču mesta je bil zigurat E-ibe-Anu, posvečen boginji Uraš, omenjen v Epu o Gilgamešu.

## Zgodovina
Dilbat je bil ustanovljen v sumerskem zgodnjem dinastičnem obdobju II okoli leta 2700 pr. n. št. Naseljen je bil vsaj v zgodnjem akadskem, starobabilonskem, kasitskem, sasanidskem in zgodnjem islamskem obdobju. Bil je zgodnje poljedelsko središče pridelave enoredne pšenice in izdelave predmetov iz trstičevja.

## Arheologija
Najdišče Tell al-Deylam tvorita dva griča: majhen zahodni grič z ostanki iz 1. tisočletja  pr. n. št. in zgodnjega islamskega obdobja in večji vzhodni grič z obsegom okoli 500 m iz 3.-1. tisočletja pr. n. št. Dilbat je na kratko izkopaval  Hormuzd Rassam, ki je našel nekaj klinopisnih tablic, večinoma iz novobabilonskega obdobja. Najdišče je leta 1989 raziskoval J.A. Armstrong z Orientalskega inštituta v Chicagu. Dilbat je arheološko slabo raziskan, na trg starin pa so se kljub temu prebile številne tablice iz Dilbata, najdene med nedovoljenimi izkopavanji.